# Perlebergischer Kreis
Der Perlebergische Kreis, auch Perlebergscher Kreis, Perleberger Kreis oder Kreis Perleberg genannt, war ein markbrandenburgischer Kreis in der Prignitz, der sich im Verlauf des 16. Jahrhunderts herausgebildet und bis 1816/7 Bestand hatte. Er wurde in der damaligen Kreisreform zusammen mit dem Lenzenschen Kreis sowie Teilen des Havelbergischen und Plattenburgische Kreises zum Kreis Westprignitz vereinigt. Ein kleinerer Teil des Perlebergischen Kreises ging an den Kreis Ostprignitz.

## Geographische Lage
Der Perlebergische Kreis grenzte um 1800 im Norden an das Herzogtum Mecklenburg-Schwerin, im Osten und Südosten an den Ruppinschen Kreis, im Süden an den Havelbergischen Kreis und das Kurfürstentum Braunschweig-Lüneburg und im Westen an das Kurfürstentum Braunschweig-Lüneburg und Mecklenburg-Schwerin.

## Geschichte
Im Laufe des 16. Jahrhunderts bildeten sich in der Mark Brandenburg im Wesentlichen nach den Landschaften organisierte Kreise, im 17. Jahrhundert meist Beritte genannt, heraus, denen ein Landreiter vorstand. Sie entwickelten mit der Zeit eigene Verwaltungsorgane und hatten auch ihre eigenen Finanzen. Der Perlebergische Kreis bestand anfangs zum größten Teil aus Dörfern im adligen Besitz, dazu kamen einige Dörfer des ehemaligen Klosters Marienfließ und die Stadt Perleberg. Die größten Grundbesitzer waren die Adelsgeschlechter Gans zu Putlitz, Rohr, Quitzow, Möllendorf, Plate und Blumenthal. 
Die Prignitz gehörte innerhalb der Mark Brandenburg zur Kurmark und bildete (um 1800) eine eigene Provinz (neben Altmark, Mittelmark und Uckermark). In der Prignitz bildeten sich sieben Kreise heraus, die jedoch keine eigene Verwaltung hatten. In dieser Hinsicht wurde die Prignitz insgesamt als Kreis aufgefasst, mit Kreisdirektorium, ritterschaftlichem Corpus (die politische Vertretung) und mit eigener Kreiskasse. Jedoch wurden die untergeordneten Kreise weiterhin aufrechterhalten. 

### Zugehörige Orte
Die folgende Ortsliste des Perlebergischen Kreises ist Bratring (1804) entnommen.
- Perleberg, Stadt
- Wittenberge, Stadt
- Baek (heute ein Ortsteil von Groß Pankow (Prignitz))
- Bernheide (Bärenheide) (heute ein Gemeindeteil von Lanz)
- Bentwisch (Bendwisch) (heute ein Ortsteil von Wittenberge)
- Berge (Groß Berge), (Zusammenschluss von Groß Berge und Kleine Berge zu Berge am 1. Januar 1935)
- Berge (Klein Berge)
- Blüthen (heute ein Ortsteil von Karstädt)
- Groß Breese (heute ein Ortsteil von Breese)
- Klein Breese (in Groß Breese aufgegangen, heute ein Ortsteil von Breese)
- Mittelbreese (in Groß Breese aufgegangen, heute ein Ortsteil von Breese)
- Bresch (heute Gemeindeteil von Pirow)
- Groß Buchholz (heute Ortsteil von Perleberg)
- Wüsten Buchholz  (heute Ortsteil von Perleberg)
- Burghagen (Gemeindeteil im Ortsteil Kleinow, Gemeinde Plattenburg)
- Burow (heute Gemeindeteil von Pirow)
- Cumlosen
- Dallmin (heute ein Ortsteil von Karstädt)
- Dannhof (Dannenhof) (Gemeindeteil von Groß Pankow (Prignitz))
- Dergenthin (heute Ortsteil von Perleberg)
- Drenkow (Drenikow) (nur die Hälfte des Dorfes, die andere Hälfte gehörte zu Mecklenburg-Schwerin) (heute ein Ortsteil von Suckow, Landkreis Ludwigslust-Parchim)
- Düpow (heute Ortsteil von Perleberg)
- Garsedow (heute ein Ortsteil von Wittenberge)
- Glövzin (Glävzin) (heute ein Gemeindeteil von Karstädt)
- Groß Gottschow (heute ein Gemeindeteil im Ortsteil Krampfer, Gemeinde Plattenburg)
- Klein Gottschow (heute ein Ortsteil von Groß Pankow (Prignitz))
- Gramzow (Grantzow und Grantzowsche Mühle), welche isoliert liegt, zwischen 1747 und 1750 angelegt, 32 Einw., Besitzer: Landrat v. Karstedt zu Fretzdorf
- Grube (Ortsteil von Bad Wilsnack)
- Gülitz (heute ein Gemeindeteil der Gemeinde Gülitz-Reetz)
- Klein Gühlitz (in Gülitz aufgegangen)
- Gulow (heute ein Gemeindeteil von Gulow-Steinberg, Ortsteil von Groß Pankow (Prignitz))
- Guhlsdorf (heute ein Gemeindeteil von Groß Pankow)
- Haaren (heute ein Gemeindeteil von Bad Wilsnack)
- Hasselbeck, Vorwerk (nicht identifiziert)
- Hinzdorf (Heinrichsdorf) (heute ein Ortsteil von Wittenberge)
- Hohefelde, Hohenfelde (in Muggerkuhl aufgegangen)
- Hohenvier (Hohenfier) (heute ein Gemeindeteil von Tangendorf-Hohenvier, einem Ortsteil von Groß Pankow (Prignitz))
- Hülsebeck (heute ein Ortsteil von Pirow)
- Jägerhaus (zwischen Laaslich und Gadow, nicht identifiziert)
- Jagel (heute ein Ortsteil von Lanz)
- Jännersdorf (Jandersdorf) (heute ein Ortsteil von Marienfließ), Dorf, 162 Einw., Besitzer: Kloster Stepenitz
- Kaltenhof (Kaltenhove) (heute ein Gemeindeteil von Karstädt)
- Karstädt (Karstedt) (Gemeinde)
- Karthan (heute Gemeindeteil von Bad Wilsnack)
- Karwe (Karve) (heute Ortsteil von Karstädt)
- Kleeste (Ortsteil von Berge)
- Kleinow (heute ein Ortsteil von Plattenburg)
- Kletzke (heute ein Ortsteil von Plattenburg)
- Klockow, Vorwerk, nahe bei dem Dorf Blüthen, 21 Einw., Besitzer: Propr. Cords daselbst
- Krampfer (heute ein Ortsteil von Plattenburg)
- Kreuzburg, Creutzburg, (heute ein Gemeindeteil von Retzin, einem Ortsteil von Groß Pankow (Prignitz))
- Kribbe (ein Ortsteil der Gemeinde Karstädt),
- Krumbeck (ein Gemeindeteil der Stadt Putlitz)
- Kuhblank (heute ein Gemeindeteil von Breese)
- Kuhwinkel (adeliges Gut, Schäferei und Försterwohnung) (existiert nicht mehr, zwischen Dergenthin und Laaslich)
- Laaslich (Laslich) (heute ein Ortsteil von Karstädt)
- Groß Linde (heute Ortsteil von Perleberg)
- Klein Linde (heute ein Gemeindeteil von Groß Pankow (Prignitz))
- Lindenberg (heute ein Ortsteil der Stadt Wittenberge)
- Lockstädt (Lockstedt) (heute ein Ortsteil von Putlitz)
- Lübzow (heute ein Ortsteil von Perleberg)
- Lütkendorf (Ortsteil von Putlitz)
- Lütjenheide (heute ein Ortsteil von Wittenberge)
- Lütkenwisch (heute Ortsteil der Gemeinde Lanz)
- Mansfeld (Ortsteil der Stadt Putlitz)
- Marienhof (Vorwerk nördlich von Stavenow, existiert nicht mehr)
- Mesekow (Meseckow) (heute ein Gemeindeteil von Karstädt)
- Mittelhorst (Wohnplatz der Gemeinde Lanz)
- Mollnitz (Möllnitz) (Gemeindeteil von Pirow)
- Neuhof Mollnitz (Möllnitz bei Neuhausen) (heute Wohnplatz von Karstädt)
- Motrich (heute Gemeindeteil von Cumlosen)
- Müggendorf (heute Gemeindeteil von Cumlosen)
- Neue Mühle (Wassermühle und Walkmühle bei Perleberg an der Stepenitz) (heute ein Wohnplatz der Stadt Perleberg)
- Mühlenkamp (ein Wohnplatz bei Berge)
- Muggerkuhl (Munkerkuhl) (Gemeindeteil von Berge)
- Nebelin (heute ein Ortsteil von Karstädt)
- Nettelbeck (heute ein Ortsteil der Stadt Putlitz)
- Neuburg (aufgegeben)
- Neuhausen (heute ein Ortsteil der Gemeinde Berge)
- Neuhof (heute ein Gemeindeteil von Karstädt)
- Neuhof (heute in Breese aufgegangen, lag an der östlichen Gemarkungsgrenze am Weisener Weg 29/29a)
- Klein Pankow (Klein Panckow) (heute ein Ortsteil von Siggelkow, Landkreis Ludwigslust-Parchim)
- Perleberger Jägerhäuser
- Pfänderhaus, einzelnes Haus, unweit Karstedt, zu Semlin gehörig (in Semlin, Wohnplatz von Karstädt, aufgegangen)
- Pirow (Gemeinde und Gemeindeteil)
- Platenhof (heute ein Wohnplatz im Ortsteil Sükow der Stadt Perleberg)
- Ponitz (Gemeindeteil im Ortsteil Kleinow der Gem. Plattenburg)
- Porep (Poreip)  (nur die Hälfte des Dorfes, die andere Hälfte gehörte zu Mecklenburg-Schwerin) (Ortsteil der Stadt Putlitz)
- Postlin (heute ein Gemeindeteil von Karstädt)
- Premslin (heute ein Ortsteil von Karstädt)
- Putlitz (drei adlige Güter, neben dem Flecken Putlitz)
- Quitzdorf (heute in Putlitz aufgegangen)
- Quitzow (heute Ortsteil von Perleberg)
- Rambow (Gemeindeteil im Ortsteil Viesecke, Gemeinde Plattenburg)
- Redlin (Reddelin) (heute ein Ortsteil von Siggelkow, Landkreis Ludwigslust-Parchim)
- Reetz (heute ein Gemeindeteil der Gemeinde Gülitz-Reetz)
- Retzin (Retzien) (heute ein Ortsteil von Groß Pankow (Prignitz))
- Rohlsdorf (heute ein Gemeindeteil von Retzin, einem Ortsteil von Groß Pankow (Prignitz))
- Rosenhagen (heute Ortsteil von Perleberg)
- Röskendorf (Rösekendorf) (heute ein Wohnplatz von Putlitz)
- Sagast (heute ein Ortsteil von Putlitz)
- Schadebeuster (heute ein Ortsteil von Wittenberge)
- Schilde (heute ein Gemeindeteil von Weisen)
- Schönfeld (heute Ortsteil von Perleberg)
- Schweinekoven (Schweinkaven) (1919 in umbenannt in Grenzheim) (heute ein Gemeindeteil von Berge)
- Seddin (Zeddin, Seddin) (heute ein Ortsteil von Groß Pankow (Prignitz))
- Semlin (heute Wohnplatz von Karstädt)
- Lenzersilge (Silge, Sillge). 1782 bei der Urbarmachung des Silgebruches angelegt.
- Silge, Forsthaus der Stadt Lenzen im Silgebruch (nicht identifiziert)
- In der Silge, drei Forsthäuser und Holländerwohnungen in dem genannten Silgebruche, liegen alle drei getrennt, und gehören zu den Gütern Lindenberg, Wentdorf und Bärenheide (nicht identifiziert)
- Simonshagen (heute ein Gemeindeteil im Ortsteil Klein Gottschow von Groß Pankow (Prignitz))
- Sperlingswörde, Kolonie von 6 Büdnern (heute in Perleberg aufgegangen). 1777 auf dem Grund und Boden der Stadt Perleberg angelegt.
- Spiegelhagen (heute Ortsteil von Perleberg)
- Stavenow (heute Gemeindeteil von Karstädt)
- Steinberg (heute ein Gemeindeteil von Gulow-Steinberg, einem Ortsteil von Groß Pankow (Prignitz))
- Steinfeld (heute Wohnplatz von Putlitz). Zwischen 1747 und 1759 angelegt.
- Strehlen (heute ein Gemeindeteil von Karstädt)
- Strigleben (Striegleben) (heute ein Gemeindeteil von Groß Pankow)
- Sükow (heute Ortsteil von Perleberg)
- Suckow (nur die Hälfte des Dorfes, die andere Hälfte gehörte zu Mecklenburg-Schwerin) (Gemeindeteil im Landkreis Ludwigslust-Parchim)
- Tacken (heute ein Ortsteil von Groß Pankow (Prignitz))
- Tangendorf (heute ein Gemeindeteil von Tangendorf-Hohenvier, einem Ortsteil von Groß Pankow (Prignitz))
- Telschow (Tellschow) (heute ein Gemeindeteil von Putlitz)
- Tiegenthal (Dependahl oder Tiefental) (Gemeindeteil von Karstädt)
- Uenze (Gemeindeteil im Ortsteil Kleinow, Gemeinde Plattenburg)
- Uhlenkrug, Krug zwischen Bärenheide und Bärwinkel auf dem Felde (existiert nicht mehr)
- Vahrnow (Vaarnow) (heute Wohnplatz von Gülitz-Reetz)
- Wüsten Vahrnow (Wüsten Vaarnow) (heute ein Gemeindeteil von Gülitz-Reetz)
- Viesecke (heute ein Ortsteil von Plattenburg)
- Weisen (Gemeinde)
- Weitgendorf (Weitkendorf) (heute ein Gemeindeteil von Putlitz). Zwischen 1747 und 1750 angelegt.
- Klein Welle (heute Wohnplatz der Gemeindeplattenburg). Zwischen 1747 und 1750 etabliert.
- Wentdorf (heute Gemeindeteil von Cumlosen)
- Groß Werzin (Groß Werzien) (Gemeindeteil im Ortsteil Viesecke, Gemeinde Plattenburg)
- (Klein Werzien, Kolonie) (in Rambow aufgegangen). Zwischen 1747 und 1750 angelegt.
- Burg Wittenberge, adliges Gut, neben dem Flecken Wittenberge (heute Wittenberge)
- Wolfshagen (heute ein Ortsteil von Groß Pankow (Prignitz))
- Ziemersdorf, Kolonie, nahe bei Krumbeck (heute in Krumbeck aufgegangen). 1750 aufgebaut.

Der Perlebergische Kreis ging bei der Kreisreform von 1816/7 fast völlig im neuen Kreis Westprignitz auf. Im Norden des Kreises wurden die Orte Drenkow, Krumbeck Nettelbeck, Porep, Suckow und Weitgendorf dem Kreis Ostprignitz zugeschlagen.